# The Beatles 1967–1970
The Beatles 1967–1970 (The Blue Album) är ett samlingsalbum med The Beatles största låtar från 1967 till 1970. Det släpptes 1973 tillsammans med samlingsskivan The Beatles 1962–1966 (The Red Album).
Omslaget visar på framsidan Beatlesmedlemmarna stående på trapphuset i EMI:s högkvarter på Manchester Square i London 1969. På baksidan finns ett foto taget på samma plats, med samma kameravinkel och pose taget av fotografen Angus McBean 1963. Ett foto från samma session prydde omslaget till Beatles' första LP Please Please Me. Fotot var ursprungligen tänkt för den outgivna Get Back-LP:n 1969.
Albumet fick en utökad och nymixad version den 10 november 2023, där bland annat den då nysläppta låten "Now and Then" finns med.

## Låtlista

### LP-versionen
Låtarna skrivna av Lennon–McCartney där ej annat angives.

#### Sida 1
1. "Strawberry Fields Forever"  – 4:10
2. "Penny Lane"  – 3:03
3. "Sgt. Pepper's Lonely Hearts Club Band"  – 2:02
4. "With a Little Help from My Friends"  – 2:44
5. "Lucy in the Sky with Diamonds"  – 3:28
6. "A Day in the Life"  – 5:06
7. "All You Need Is Love"  – 3:48

Total speltid: 24:21

#### Sida 2
1. "I Am the Walrus"  – 4:37
2. "Hello, Goodbye"  – 3:31
3. "The Fool on the Hill"  – 3:00
4. "Magical Mystery Tour"  – 2:51
5. "Lady Madonna"  – 2:17
6. "Hey Jude"  – 7:08
7. "Revolution"  – 3:24

Total speltid: 26:48

#### Sida 3
1. "Back in the USSR"  – 2:43
2. "While My Guitar Gently Weeps" (Harrison)  – 4:45
3. "Ob-La-Di, Ob-La-Da"  – 3:05
4. "Get Back"  – 3:11
5. "Don't Let Me Down"  – 3:33
6. "The Ballad of John and Yoko"  – 3:05
7. "Old Brown Shoe" (Harrison)  – 3:18

Total speltid: 23:40

#### Sida 4
1. "Here Comes the Sun" (Harrison)  – 3:05
2. "Come Together"  – 4:20
3. "Something" (Harrison)  – 3:03
4. "Octopus's Garden" (Starkey)  – 2:51
5. "Let It Be"  – 3:51
6. "Across the Universe"  – 3:48
7. "The Long and Winding Road"  – 3:38

Total speltid: 24:36
Total speltid: 1.37.25

### Den utökade versionen
Låtarna skrivna av Lennon–McCartney där ej annat angives.

#### Skiva 1
1. "Strawberry Fields Forever"  – 4:10
2. "Penny Lane"  – 3:03
3. "Sgt. Pepper's Lonely Hearts Club Band"  – 2:02
4. "With a Little Help from My Friends"  – 2:44
5. "Lucy in the Sky with Diamonds"  – 3:28
6. "Within You Without You" (Harrison)  – 5:11
7. "A Day in the Life"  – 5:06
8. "All You Need Is Love"  – 3:48
9. "I Am the Walrus"  – 4:37
10. "Hello, Goodbye"  – 3:31
11. "The Fool on the Hill"  – 3:00
12. "Magical Mystery Tour"  – 2:51
13. "Lady Madonna"  – 2:17
14. "Hey Jude"  – 7:08
15. "Revolution"  – 3:24

Total speltid: 56:20

#### Skiva 2
1. "Back in the USSR"  – 2:43
2. "Dear Prudence"  – 3:54
3. "While My Guitar Gently Weeps" (Harrison)  – 4:45
4. "Ob-La-Di, Ob-La-Da"  – 3:05
5. "Glass Onion"  – 2:19
6. "Blackbird"  – 2:21
7. "Hey Bulldog"  – 3:11
8. "Get Back"  – 3:11
9. "Don't Let Me Down"  – 3:33
10. "The Ballad of John and Yoko"  – 3:05
11. "Old Brown Shoe" (Harrison)  – 3:18
12. "Here Comes the Sun" (Harrison)  – 3:05
13. "Come Together"  – 4:20
14. "Something" (Harrison)  – 3:03
15. "Octopus's Garden" (Starkey)  – 2:51
16. "Oh! Darling"  – 3:28
17. "I Want You (She's So Heavy)"  – 7:47
18. "Let It Be"  – 3:51
19. "Across the Universe"  – 3:48
20. "I Me Mine" (Harrison)  – 2:28
21. "The Long and Winding Road"  – 3:38
22. "Now and Then" (Lennon–McCartney–Harrison–Starkey)  – 4:08

Total speltid: 1:17:52
Total speltid: 2.14.12

## Listplaceringar
| Lista (1973)   | Position            |
| -------------- | ------------------- |
| Australien     | 10 (Go Set)         |
| Danmark        | 14 (DR "Top 30")    |
| Finland        | 4                   |
| Frankrike      | 1                   |
| Japan          | 2 (Oricon)          |
| Kanada         | 3 (RPM)             |
| Norge          | 2 (VG-lista)        |
| Spanien        | 1                   |
| Storbritannien | 2 (UK Albums Chart) |
| Sverige        | 8 (Kvällstoppen)    |
| USA            | 1 (Billboard 200)   |
| Västtyskland   | 2                   |
| Österrike      | 1                   |